# Lucius Sergius Paullus
Lucius Sergius Paullus war ein im 2. Jahrhundert n. Chr. lebender römischer Politiker.
Durch eine Inschrift ist belegt, dass Paullus am 23. September eines unbestimmten Jahres (vermutlich in den letzten Regierungsjahren von Hadrian) zusammen mit Lucius Nonius Calpurnius Torquatus Asprenas Suffektkonsul war. Eine weitere Inschrift belegt, dass er auch Praefectus urbi wurde.
Von 139 bis mindestens 142 war er Statthalter in der Provinz Pannonia superior; durch Militärdiplome ist er dort für den 19. Juli 139 sowie für 140 belegt. Im Anschluss daran wurde er Statthalter der Provinz Syria; durch Militärdiplome ist er dort erstmals für den 19. März 144 belegt. Vermutlich hat er aber bereits 143 die Leitung der Provinz übernommen. Im Jahr 168 war er zusammen mit Lucius Venuleius Apronianus ein zweites Mal Konsul.
Lukian erwähnt in seinem Werk De Morte Peregrini einen Statthalter der Provinz Syria, der ein Liebhaber der Philosophie gewesen sei. Auch Galen betont in seinen Schriften die philosophischen Interessen von Paullus; er berichtet darüber hinaus, dass Paullus einen seiner Patienten besucht hat und dass er an anatomischen Studien teilgenommen hat. Laut Werner Eck handelt es sich bei Paullus daher mit ziemlicher Sicherheit um den unbekannten Statthalter der Provinz Syria, der bei Lukian erwähnt wird.